# Iwan Archipow
Iwan Wasiljewicz Archipow (ros. Иван Васильевич Архипов, ur. 18 kwietnia?/1 maja 1907 w Kałudze, zm. 28 lutego 1998 w Moskwie) – radziecki polityk, wicepremier ZSRR (1974–1980), I wicepremier ZSRR (1980–1986), Bohater Pracy Socjalistycznej (1977).

## Życiorys
Urodzony w rodzinie kolejarza, był uczniem tokarza i tokarzem w warsztatach kolejowych w Kałudze, od 1928 członek WKP(b). W latach 1929–1932 studiował w Moskiewskim Instytucie Obrabiarek, pracował jako inżynier konstruktor w Kowrowie, a od 1933 w zakładzie metalurgicznym im. Dzierżyńskiego w Dnieprodzierżyńsku, gdzie był starszym majstrem i kierownikiem warsztatu, między 1937 a 1938 główny inżynier zakładu metalurgicznego. W 1938 został I sekretarzem Komitetu Miejskiego KP(b)U w Krzywym Rogu, w latach 1939–1943 kierował Wydziałem Kolorowej Metalurgii Zarządu Kadr KC WKP(b), w latach 1943–1948 zastępca ludowego komisarza/ministra metalurgii kolorowej ZSRR, w latach 1948–1950 wiceminister przemysłu metalurgicznego ZSRR, w 1950 radca Ambasady ZSRR w Chinach ds. zagadnień ekonomicznych. Od 28 grudnia 1950 do 15 marca 1953 I zastępca ministra metalurgii kolorowej ZSRR, w latach 1953–1954 zastępca ministra przemysłu metalurgicznego ZSRR, od 8 lutego 1954 do 1957 zastępca ministra kolorowej metalurgii w ZSRR, w 1954 przez krótki czas ponownie radca Ambasady ZSRR w Chinach ds. zagadnień ekonomicznych. W latach 1954–1957 przewodniczący Głównego Zarządu ds. Kontaktu Ekonomicznego z Państwami Demokracji Ludowej przy Radzie Ministrów ZSRR w Chinach. Między 1957 a 1958 radca ZSRR w Chinach, później (1958–1959) zastępca, a od 1959 do 21 marca 1974 I zastępca przewodniczącego Państwowego Komitetu Rady Ministrów ZSRR ds. Zagranicznych Kontaktów Ekonomicznych. Od 21 marca 1974 do 27 października 1980 zastępca przewodniczącego Rady Ministrów ZSRR, od 5 marca 1976 do 25 kwietnia 1989 członek KC KPZR, od 27 października 1980 do 4 października 1986 I zastępca przewodniczącego Rady Ministrów ZSRR, następnie na emeryturze. Deputowany do Rady Najwyższej ZSRR od 9 do 11 kadencji (1974–1989).

## Odznaczenia
- Medal Sierp i Młot Bohatera Pracy Socjalistycznej (29 kwietnia 1977)
- Order Lenina (pięciokrotnie – 7 lutego 1939, 23 lutego 1945, 17 grudnia 1966, 29 kwietnia 1977 i 30 kwietnia 1982)
- Order Rewolucji Październikowej (18 października 1971)
- Order Czerwonego Sztandaru Pracy (dwukrotnie – 25 lipca 1942 i 4 maja 1957)
- Medal „Za pracowniczą dzielność” (24 lutego 1954)
- Medal „Za pracowniczą wybitność” (5 maja 1949)

I inne.